# Alliance-Photo
Alliance-Photo est une agence de presse photographique française active à Paris de 1933 à 1946.
Elle a diffusé les premiers reportages photos d’Henri Cartier-Bresson, David Seymour, Gerda Taro et Robert Capa.

## Historique
Au début de l’année 1933, une rencontre est organisée par André Lejard, rédacteur en chef de la revue Arts et métiers graphiques, entre Maria Eisner, Pierre Boucher et René Zuber qui possède un studio photographique au 22 rue Vernier à Paris. C’est la naissance de l’agence Alliance-Photo, une coopérative de photographes, qui est officialisée le 7 décembre 1934,.
D'autres photographes du Studio Zuber, comme Denise Bellon, Emeric Feher et Pierre Verger, ainsi qu'Ina Bandy les rejoignent. L’agence « draine rapidement des photographes encore inconnus mais dont les noms et les travaux vont marquer l'histoire de la photographie » comme Juliette Lasserre.

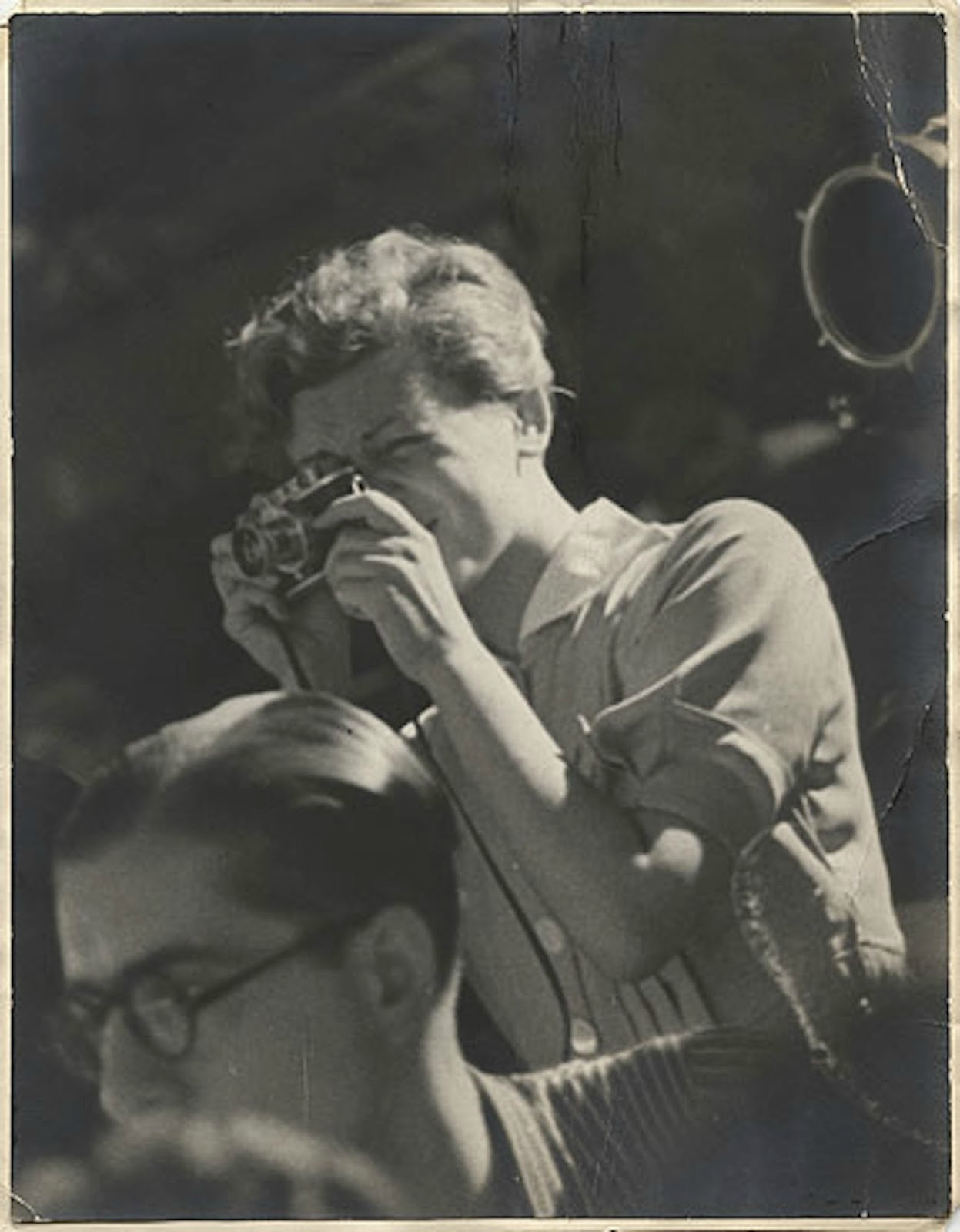
Gerda Taro, envoyée spéciale d’Alliance-Photo au cours de la guerre d’Espagne en 1937.

Gerda Taro y travaille comme éditrice photo. Elle fait embaucher son fiancé Endre Friedmann qui rejoint Alliance-Photo en 1935 et qui prendra le pseudonyme de Robert Capa.
Le couple couvre la guerre d'Espagne en exclusivité pour l’agence. Gerda Taro y sera tuée le  26 juillet 1937 à Brunete après un accident.
Contrairement aux photographes des agences classiques, ceux d’Alliance Photo n’utilisent pas d’appareils à plaques photographiques en verre mais des Rolleiflex puis des Leica.
Ils ne couvrent pas les faits divers, mais publient leurs images dans des revues qui privilégient une photographie de qualité comme le quotidien Ce soir et l’hebdomadaire Regards qui est sont proches du front populaire, et le magazine illustré VU publié par Lucien Vogel,.
L’agence diffuse aussi les premiers reportages d’Henri Cartier-Bresson, et de David Seymour. Ils fonderont Magnum Photos avec Maria Eisner et Robert Capa en 1947,.
Alliance-Photo suspend son activité parisienne à l'automne 1939, au début de la Seconde Guerre mondiale, car Maria Eisner qui est de nationalité allemande et juive, est internée dans le camp de Gurs, avant de fuir l’Europe pour se réfugier aux États-Unis,. Une saisie des archives par l’occupant nazi a lieu dans les locaux d’Alliance-Photo en 1941. L’agence et ses photographes se replient à Lyon.
À la Libération de Paris en août 1944, l’agence diffuse brièvement les photos de Robert Doisneau, qui rejoindra l’agence Rapho en 1946.
Alliance-Photo disparaît en 1946. Suzanne Laroche, photographe et femme de Pierre Boucher, relancera avec quelques photographes l’activité d’Alliance Photo, renommée alors Agence de documentation et d'édition photographique (ADEP),. En 1947, Maria Eisner installe le bureau parisien de Magnum, 125, rue du Faubourg Saint-Honoré, à la dernière adresse d’Alliance-Photo. 
Alliance-Photo est « la première grande agence photographique qui annonce Magnum, Sygma, Gamma ». C’est elle « qui va imposer une déontologie et le respect de la signature des photographes ».
Une partie des planches contact d’Alliance-Photo a été acquise par le département des estampes et de la photographie de la Bibliothèque nationale de France,.

## Exposition
La mairie de Paris a organisé une exposition rétrospective, Alliance photo : agence photographique 1934-1940, à la bibliothèque historique de la Ville de Paris, Hôtel de Lamoignon du 27 octobre 1988 au 9 janvier 1989.